# 武斯特罗 (前波美拉尼亚-吕根县)
武斯特罗（德語：Wustrow，德語發音：[ˈvʊstʁo]）是德国梅克伦堡-前波美拉尼亚州的市镇，隶属于前波美拉尼亚-吕根县，总面积为6.89平方千米，截至2020年总人口为1099人。